# オーディオン管

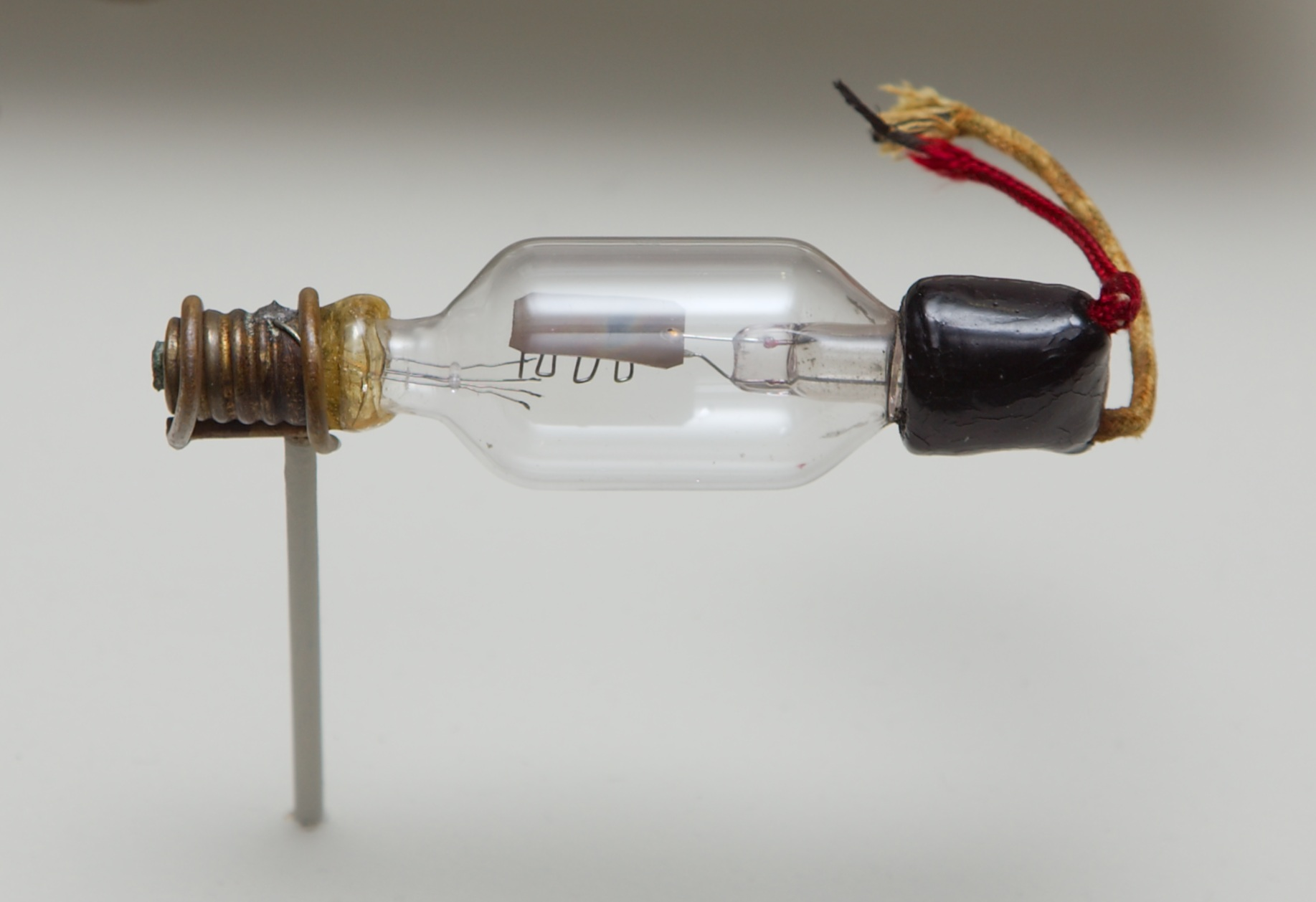
1908年製の三極オードオーディオン。管内左下にフィラメントがあったが、燃え尽きてしまい存在しない。フィラメントの接続線と支持線が見えている。中央上部がプレートで、その下の蛇腹状の電極がグリッドである。プレートとグリッドの接続は、右側のチューブから離れている。

オーディオン管(Audion)は、1906年にアメリカの電気技師リー・ド・フォレストによって発明された電子検出・増幅用真空管である。  これは真空管にフィラメント、グリッド、プレートの3つの電極を組み込んだ世界初の三極真空管である。    は、加熱されたフィラメント、グリッド、プレートの3つの電極を含む真空ガラス管で構成されていた。 技術史的に重要なのは、増幅が可能な電子機器として初めて広く使われたことである。グリッドで低電力の信号が、プレート回路でより多くの電力を制御することができた。 
初期のオーディオンはガス封入管式の真空管でガスがダイナミックレンジを制限して非線形特性と不安定なパフォーマンスをもたらしていた。 もともとはフレミング管にグリッド電極を追加することによって無線受信機検出器として開発された物で 1912年頃、数人の研究者によってその増幅能力が認められ、最初の増幅ラジオ受信機や電子発振器の製作に使われるまで  ほとんど使われなかった。その後、増幅器の実用化が急速に進み、数年のうちに高真空化した改良型に取って代わられた。 

## 歴史

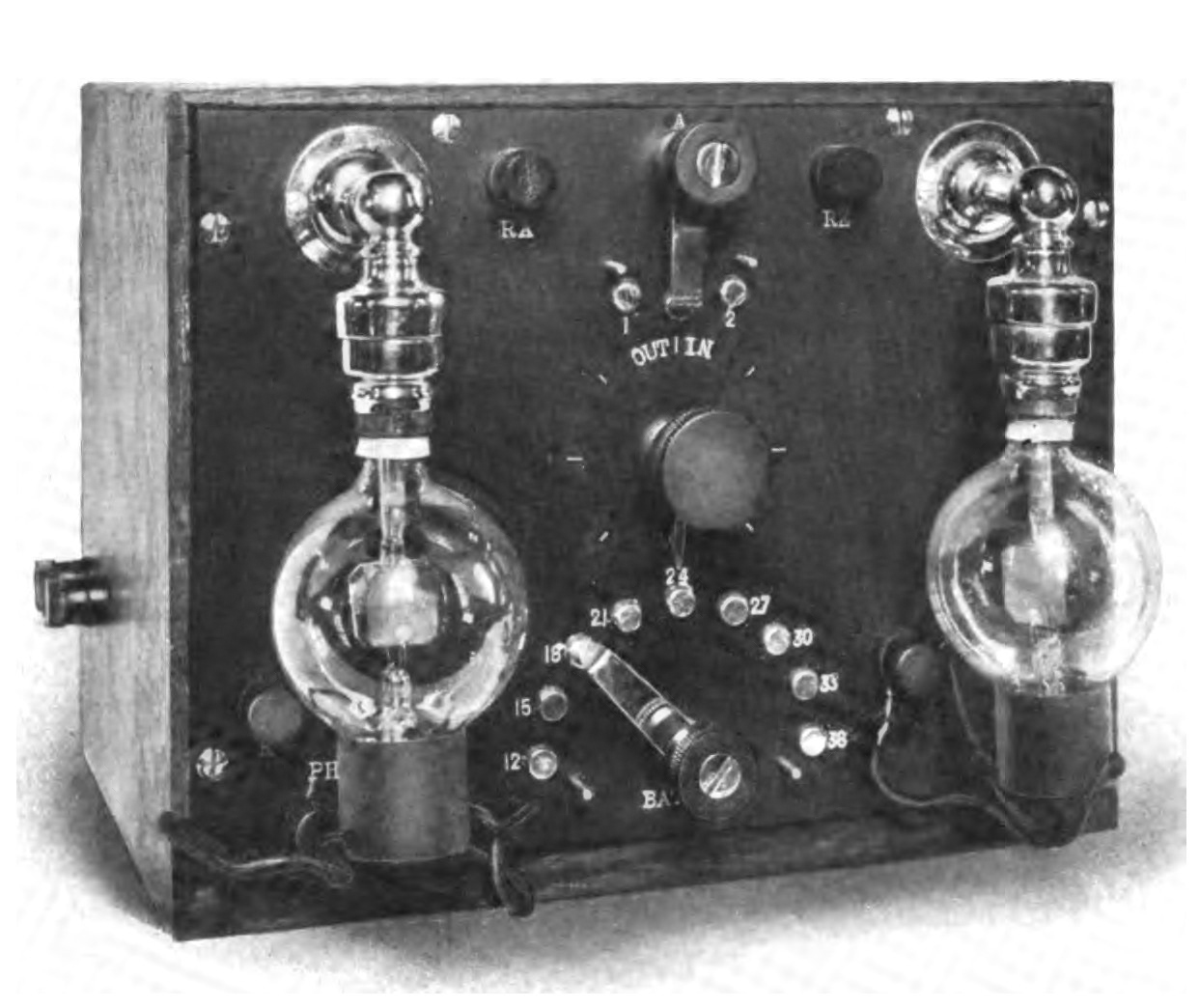
デ・フォレスト社製のオーディオンラジオ受信機。オーディオンの真空管は、繊細なフィラメントが垂れ下がってグリッドに触れないように、逆さに取り付けられていた。この受信機では、付属の2本の検知管のうち、どちらか1本を選んで使用することができた。画像は「Proceedings of the Institute of Radio Engineers, March 1914」より引用

ガスの炎が電気を通すことは、19世紀半ばから知られていたが、初期の無線実験では、この導電性が電波の存在によって影響されることに気づいていた。リー・ド・フォレストは、ランプのフィラメントで温められた部分真空中の気体も同じような挙動を示すこと、ガラス筐体にワイヤーを巻きつければ、電波の検出器として機能することを発見した。ランプの筐体に小さな金属板を封入し、これを22Vの電池のプラス端子にヘッドホンで接続し、マイナス端子をランプのフィラメントの片側に接続したのが原型である。ガラスの外側に巻いたワイヤーに無線信号を流すと、電流が乱れてヘッドホンから音が出る仕組みだった。
既存の商用無線システムは特許で手厚く保護されており、新しいタイプの検出器を発明したリー・ド・フォレストは独自のシステムを販売することができた。彼はアンテナ回路を空間電流経路に直接設置した第3の電極に接続すると、感度が大幅に向上することを発見した。初期のバージョンでは、これは単純に焼き網（グリッド）の形に曲げたワイヤーであった。
他の検出器では、ヘッドホンを動作させるための電力はすべてアンテナ回路から供給されなければならなかったが、オーディオンはパワーゲインを実現した。その結果、弱い電波でも遠くまで聞こえるようになった。

### 特許と紛争
リー・ド・フォレストも、当時の誰もがグリッドオーディオンは軍事用途に限定されると考えて可能性を過小評価していた。彼は以前にも増幅器の特許をとっており、長距離電話における粗悪な電気機械式音声拡大装置は少なくとも20年間電話業界の悩みの種であったにもかかわらず、この特許を申請した時点では電話の中継増幅器としての可能性を見出せなかったことは重要なことである。
皮肉なことに、第一次世界大戦までの特許紛争の時代には、リー・ド・フォレストのグリッドオーディオンの特許がこの用途について触れていなかったため、この「抜け道」によってのみ真空三極管の製造が許されていた。
リー・ド・フォレストは、1906年11月13日にオーディオンの初期の2電極バージョンの特許を取得し（米国特許アメリカ合衆国特許第 841,386号 ）、1908年に「トライオード」（3電極）バージョンの特許を取得した（アメリカ合衆国特許第 879,532号 ）リー・ド・フォレストは、ジョン・フレミングの真空管に関する以前の研究（フレミングが英国特許24850と米国フレミング管特許アメリカ合衆国特許第 803,684号を取得）から独立してオーディオンを開発したと主張し続け、ラジオに関する多くの特許紛争に巻き込まれることになった。
彼は、他の研究者が開発した真空三極管を常に「オシラウド」と呼んでいたが、彼がその開発に大きな影響を与えたという証拠はない。確かに、1913年に真の真空三極管が発明された後も、デ・フォレストはさまざまなラジオ送受信機を製造している（このページにはその例が掲載されている）。しかし、彼は日常的にこれらの装置を「オーディオン」を使っていると説明していたが、実際には他の実験者が開発したものと非常によく似た回路を使った高真空三極を使っていたのである。
1914年、コロンビア大学の学生だったエドウィン・アームストロングは、ジョン・ハロルド・モークロフト教授と協力して、オーディオンの電気的原理を文書化することに成功した。アームストロングは、1914年12月に『エレクトリカル・ワールド』誌に回路図とオシロスコープのグラフを添えてオーディオンの解説を発表した。1915年3月と4月には、それぞれニューヨークとボストンの無線技術者協会で講演を行い、論文「Some Recent Developments in the Audion Receiver」を発表して9月に出版された。 この2つの論文の組み合わせは、「Annals of the New York Academy of Sciences」など、他の雑誌にも転載された。 その後、再生特許をめぐってアームストロングとリー・ド・フォレストが争った時、アームストロングは、デ・フォレストがまだ仕組みを知らないことを決定的に証明することができた。  

問題はリー・ド・フォレストの特許でフレミング管と区別するためか、オーディオン内部の低圧ガスが動作に不可欠とされており（オーディオン(Audion)とはオーディオ・イオン(Audio-Ion)の略）、実際に初期のオーディオンでは、このガスが金属電極に吸着してしまい、信頼性に大きな問題があった。
リー・ド・フォレスト自身はもちろん、多くの研究者が部分真空を安定させ、装置の信頼性を高める方法を模索していたのだ。真の真空管の開発につながる研究の多くは、GE（ゼネラル・エレクトリック）社の研究所でアーヴィング・ラングミュアが行っていた。

### ケノトロンとプリオトロン

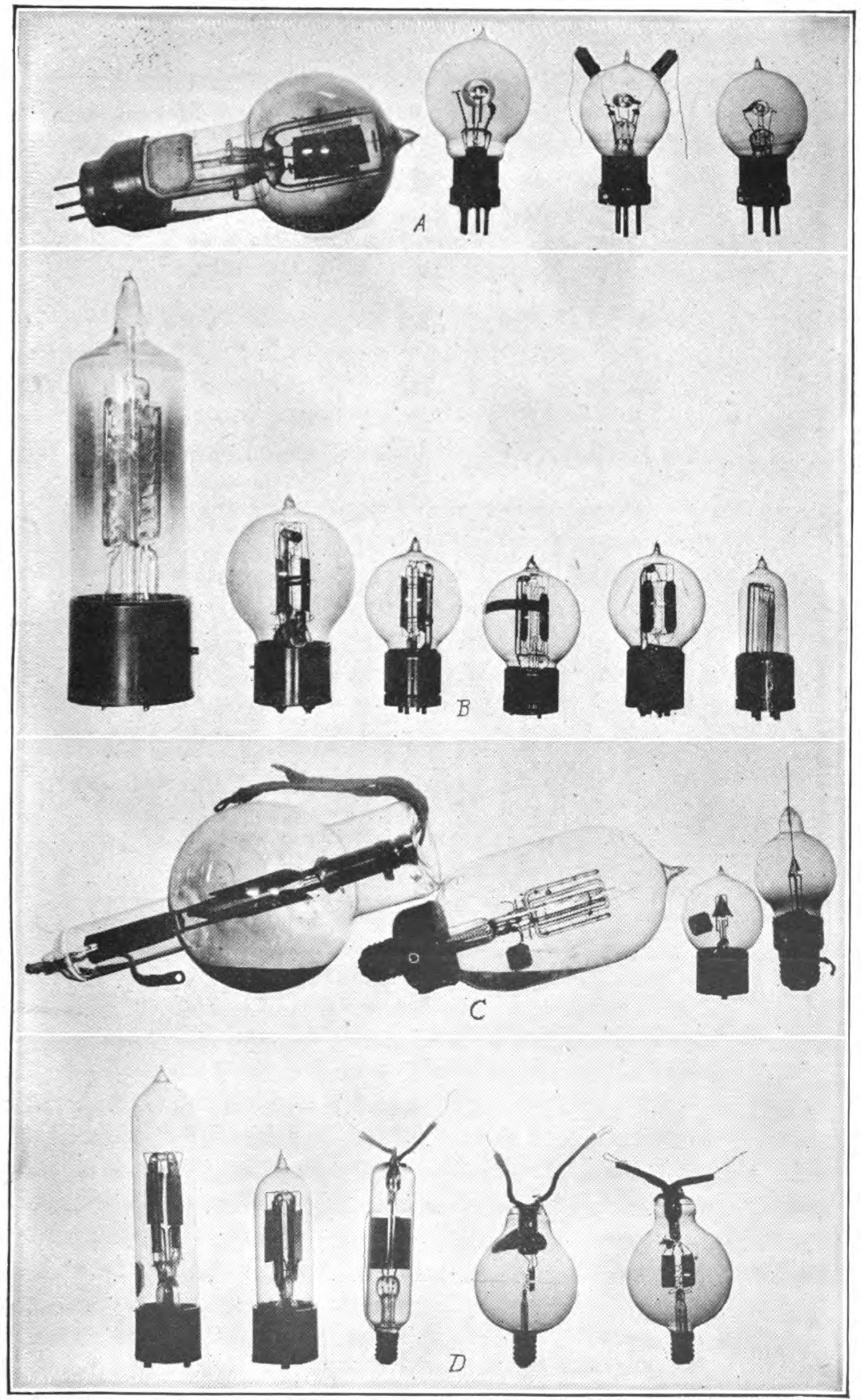
オーディオンとそこから発展した初期の三極管、1918年。下段（D）。デフォレスト・オーディオンズ
3段目（C）。ラングミュアによってゼネラル・エレクトリック社で開発されたプリオトロン
2段目（B）：1913年にデ・フォレスト社から権利を買ったウエスタン・エレクトリック社で開発されたトライオード。1915年に最初の大陸横断電話を可能にした電話中継器に使用された。
上段(A): フランスのトライオード。1912年にフランス政府がオーディオンの製造権を獲得した。ド・フォレストが125ドル不足でフランス特許を更新できなかったためである。

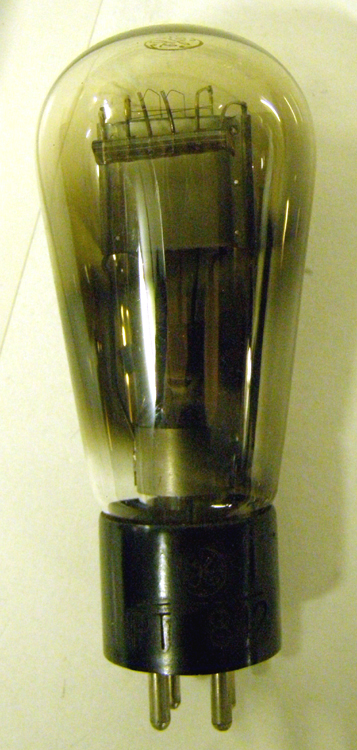
ゼネラルエレクトリックカンパニープリオトロン

ラングミュアーは以前から、様々な低圧・真空電気機器の性能の限界は、物理的な限界ではなく、単に製造工程における汚染や不純物によるものではないかと考えていた。
エジソンらが長年主張してきたこととは逆に、白熱灯は完全な真空ではなく、低圧の不活性ガスでガラスを満たした方が効率的で長寿命であることを実証したのが最初の成功であった。しかし、これは、酸素や水蒸気を徹底的に取り除いたガスでなければ、うまくいかない。そして、同じ方法で、新たに開発された「クーリッジ型」X線管用の整流器を製造した。フレミング・ダイオードは、数十万ボルトの電圧を整流することができるのだ。彼の整流器は、ギリシャ語の「ケノ（真空のように何もない）」と「トロン（装置、器具）」から「ケノトロン」と呼ばれるようになった。
そして、製造工程に工夫を凝らせば、予測不能な挙動を示すことで有名なオーディオン真空管に再び目を向けた。
そこで、彼は少々異端的なアプローチをとった。部分真空を安定させるのではなく、ケノトロンのような全体真空でオーディオンが機能するようにできないか、その方が安定させやすいのではないかと考えたのだ。
彼はすぐに、この「真空」オーディオンが、リー・ド・フォレスト版とは明らかに異なる特性を持っており、線形増幅が可能で、はるかに高い周波数で使用できる、全く別の装置であることに気づいた。この装置は、ギリシャ語のplio（moreまたはextra、この意味は利得、入った信号より出た信号が多いという意味）に由来し、「プリオトロン」と名付けられ、オーディオンと区別するために使用された。
彼は、自分の設計した真空管をすべてケノトロンと呼んでいたが、プリオトロンは基本的にケノトロンの特殊型であった。しかし、プリオトロンやケノトロンは商標登録されていたため、テクニカルライターは「真空管」という一般的な言葉を使う傾向があった。1920年代半ばになると、ケノトロンといえば真空管整流器を指すようになり、プリオトロンという言葉は使われなくなった。皮肉なことに、「ラジオトロン」「ケンラッド」という音に似たブランドが、本来の名称よりも長く一般に使われるようになった。

## アプリケーションと使用

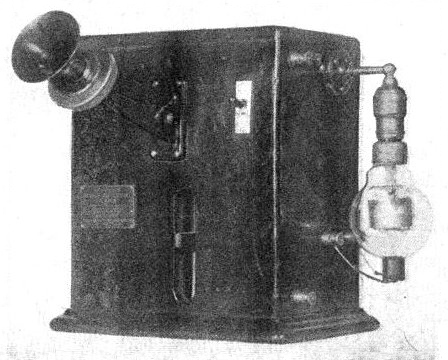
リー・ド・フォレストによって製造さ、1914年4月に発表された最初のオーディオンAM無線送信機

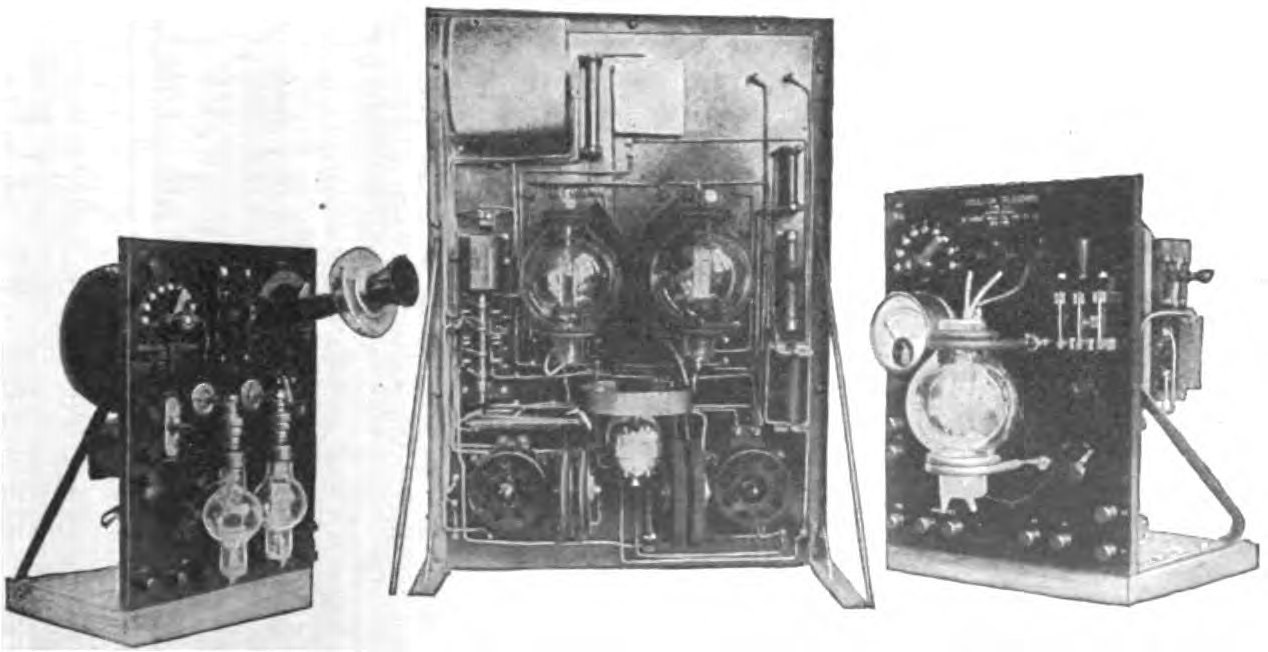
1916年頃、リー・ド・フォレストが製作した初期のオ-ディオンAMラジオ送信機の一部。1912年に発明されたオーディオン発振器は、安価な音声ラジオ伝送を可能にし、1920年頃のラジオ放送の出現に一役買った。

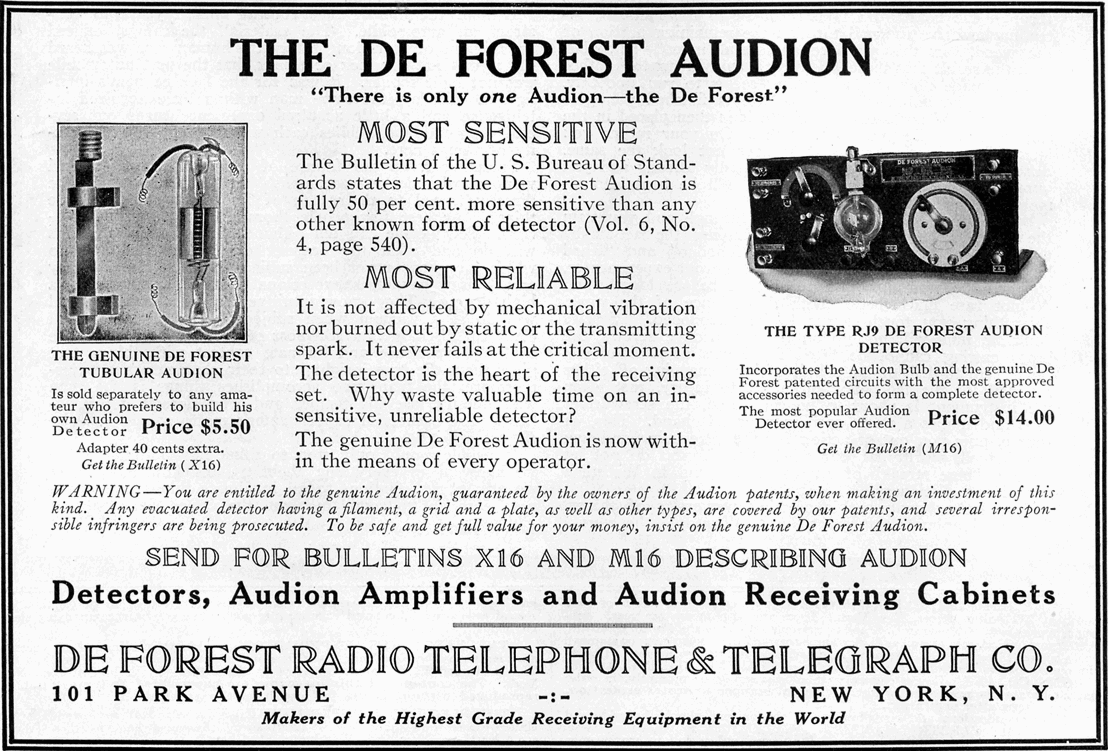
オーディオンの広告、 Electrical Experimenterマガジン、1916年

リー・ド・フォレストは1920年代初めまで、米海軍に既存機器のメンテナンス用としてオーディオンを製造・供給していたが、それ以外の地域では、その時点で時代遅れと見なされていた。実用的なラジオ放送を実現したのは、真空三極管であった。
オーディオンの登場以前は、ラジオ受信機にはコヒーラー、バレット、クリスタルディテクターなどさまざまなディテクターが使われていた。水晶振動子は、ガレナ結晶の小片を細い針金で探針したもので、一般に「キャッツウィスカーディテクター」と呼ばれている。しかし、この検出器は信頼性が低く、頻繁に調整する必要があり、増幅もできない。このため、ヘッドホンで信号を聞く必要があり、音量も小さい。また、長距離通信には巨大なアンテナを必要とし、送信機には膨大な電力が必要であった。
これを大幅に改良したのがオーディオンだが、オリジナルのデバイスでは、信号検出の過程で発生したものを、その後に増幅することができなかった。後期の真空三極管は、三極管の増幅出力を次の三極管のグリッドに供給することにより、信号を任意のレベルまで増幅することができ、最終的にはフルサイズのスピーカーを駆動するのに十分すぎるほどのパワーを供給することができる。これとは別に、受信した電波を検波する前に増幅することができ、より効率的に動作させることができるようになった。
また、真空管は優れた無線送信機にも利用できる。第一次世界大戦中、より高性能の送信機と、より高感度の受信機の組み合わせで、無線通信に革命が起きた。
1920年代後半になると、この「真空管ラジオ」は欧米の一般家庭に普及し始め、1950年代半ばにトランジスタラジオが登場するまでは、ずっとその状態が続いた。
現代の電子機器では、真空管は1947年に発明され、1959年に集積回路に実装されたトランジスタなどの固体デバイスに大きく取って代わられたが、高出力送信機、ギターアンプ、一部のハイファイオーディオ機器などの用途には現在でも真空管が残っている。

## 参考文献

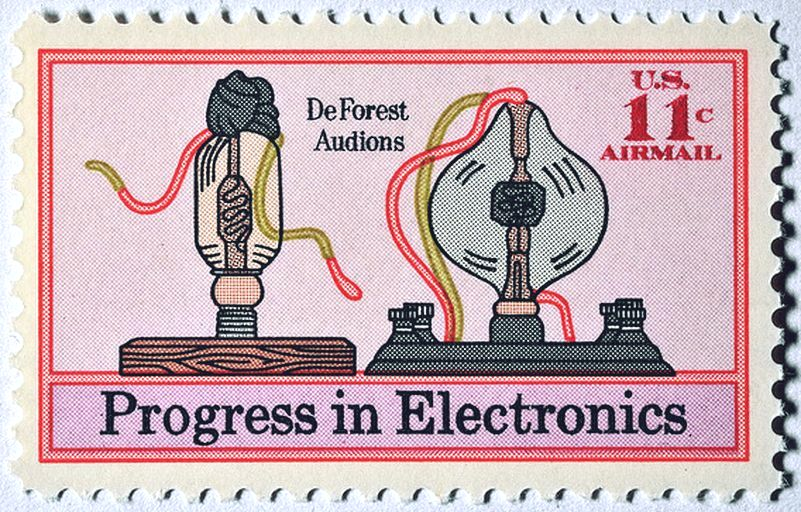
deForestのオーディオンを称える1973年の切手